# Henry Rose

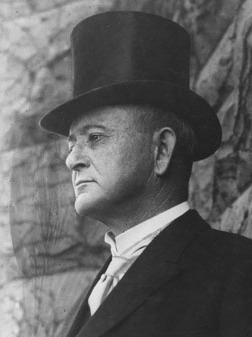
Henry Rose

Henry R. Rose (* 1856; † 1923) war ein US-amerikanischer Politiker. Zwischen 1913 und 1915 war er Bürgermeister der Stadt Los Angeles in Kalifornien.

## Werdegang
Die Quellenlage über Henry Rose ist sehr schlecht. Sicher ist nur, dass er zwischen 1856 und 1923 lebte, zumindest für einige Zeit in Los Angeles wohnte und Mitglied der Republikanischen Partei war. Im Jahr 1913 wurde er zum Bürgermeister von Los Angeles gewählt. Dieses Amt bekleidete er zwischen dem 1. Juli 1913 und dem 1. Juli 1915 für eine Amtszeit. Während dieser Zeit wurde über die Wasserversorgung mit Hilfe des sogenannten Owens River Aqueduct diskutiert. Vor seiner Zeit als Bürgermeister war Rose ein Gegner des Projekts, das er nun als Bürgermeister befürwortete. Damals wurde der Grundstein für das Southwest Museum gelegt und 1914 fand der erste Flug von San Francisco nach Los Angeles statt. Außerdem nahmen die ersten Doppeldeckerbusse ihren Betrieb auf. Nach dem Ende seiner Amtszeit verliert sich die Spur von Henry Rose wieder. Es wird in den Quellen nur noch erwähnt, dass er im Jahr 1923 gestorben ist.